# Biblioteca ebraica
Die Biblioteca ebraica ist eine italienische Buchreihe mit verschiedenen Texten aus der Geschichte des Judentums. Die Reihe erscheint seit ca. Mitte der 1990er Jahre bei Marietti.

## Inhalt
Die Biblioteca ebraica umfasst ein breites Spektrum von Texten aus einer langen Zeitspanne, angefangen von Contra Apionem von Flavius Josephus, über verschiedene Schriften von Elia Benamozegh (den Rabbiner aus Livorno im 19. Jahrhundert) bis in die moderne Zeit, mit ins Italienische übersetzten Texten von Gershom Scholem oder Martin Buber bis hin zu Titeln wie z. B. La fine svelata e lo Stato degli ebrei. Messianismo, sionismo e radicalismo religioso in Israele (Das offenbarte Ende und der Staat der Juden. Messianismus, Zionismus und religiöser Radikalismus in Israel) von Aviezer Ravitzky.
Die folgende Übersicht erhebt keinen Anspruch auf Aktualität oder Vollständigkeit:

## Bände (Auswahl)
- Contro Apione. Testo greco a fronte. Ediz. Bilingue. Giuseppe Flavio, 2007
- Mistica, utopia e modernità. Saggi sull'ebraismo. Gershom Scholem, 1998
- Sentieri in utopia. Sulla comunità. Martin Buber, 2009
- I passi del messia. Per una teologia ebraica del cristianesimo. Marco Cassuto Morselli,[3] 2007
- La fine svelata e lo Stato degli ebrei. Messianismo, sionismo e radicalismo religioso in Israele. Aviezer Ravitzky,[4] 2007
- Morale ebraica e morale cristiana. Elia Benamozegh, 1997
- Il santuario sconosciuto. La mia «conversione» all'ebraismo. Aime Pallière,[5] 2005
- Hanno ritrovato la loro anima. Percorsi di teshuvah. André Neher, 2006
- Israele e Palestina. Sion: storia di un'idea. Martin Buber, 2008
- L' amore per la verità. Insegnamenti e aforismi di R. Menachem Mendel Morgenstern, il grande rebbe di Kotzk. Menachem Mendel Schneerson, 2011
- L'origine dei dogmi cristiani. Elia Benamozegh, 2002
- Le storie del re Salomone. E le leggende del profeta Elia, i racconti di re e sultani, le storie di ricchi e poveri, ecc., ecc. Matilde Cohen Sarano, 2014
- Elia Benamozegh. Nostro contemporaneo. Marco Cassuto Morselli, Gabriella Maestri, 2017
- Il problema dell'uomo. Martin Buber, 2004
- Tra Torah e Sophia. Orizzonti e frontiere della filosofia ebraica. Orietta Ombrosi (a cura di). 2011
- Storia dei marrani. 2003. Edición en Italiano de Cecil Roth (Autor), Marco Cassuto Morselli (Prólogo), Annamarcella Tedeschi Falco (Traductor)